# الحاجب (خولان)

تعديل مصدري - تعديل

الحاجب هي إحدى قرى عزلة حباب آل حنتش بمديرية خولان التابعة لمحافظة صنعاء، بلغ تعداد سكانها 203 نسمة حسب تعداد اليمن لعام 2004.